# Leucophenga stenomaculipennis
Leucophenga stenomaculipennis är en tvåvingeart som beskrevs av Toyohi Okada 1968. Leucophenga stenomaculipennis ingår i släktet Leucophenga och familjen daggflugor. Inga underarter finns listade i Catalogue of Life.